# 逃出14号劳改营
《逃出14号劳改营》是美国作家布莱恩·哈登写的关于脱北者申东赫的传记，作品还描述了朝鲜的经济状况、社会管制以及苦难行军以来朝鲜的变化。但2014年朝鲜民主主義人民共和國政府反驳了相关内容。2015年1月18日，当事人申东赫承认叙述的“经历”造假。